# 조슬랭 앙글로마
조슬랭 앙글로마(프랑스어: Jocelyn Angloma, 1965년 8월 7일 ~ )는 과들루프의 전 축구 선수이자 현 축구 지도자로 선수 시절 포지션은 수비수였으며 현재 과들루프 축구 국가대표팀의 감독을 맡고 있다.

## 클럽 경력 (선수)

### 스타드 렌
1985-86 시즌을 앞두고 리그 1의 스타드 렌 입단을 통해 프로에 전격 입문한 뒤 2시즌동안 37경기 1골을 기록했다.

### 릴 OSC
1986-87 시즌을 마친 후 같은 리그 1 소속팀인 릴 OSC로 트레이드되어 3시즌동안 92경기 13골을 터뜨렸다.

### 파리 생제르맹
1990-91 시즌을 앞두고 파리 생제르맹으로 이적한 후 1990-91 시즌 35경기 6골을 기록했다.

### 올랭피크 드 마르세유
1991-92 시즌부터 3시즌동안 올랭피크 드 마르세유 소속으로 공식전 103경기 4골을 기록하며 1991-92 시즌 리그 1 우승, 1992-93년 UEFA 챔피언스리그 우승, 1993-94 시즌 리그 1 준우승 등에 기여했으나 1993-94 시즌 리그 최종전에서 팀의 승부조작이 발각되면서 1992-93 시즌 리그 우승 박탈 및 차기 시즌 리그 2 강등은 물론 UEFA 챔피언스리그, UEFA 슈퍼컵, 인터컨티넨털컵 출전 자격까지도 모두 박탈당하는 수모를 당했다.

### 토리노 FC
1993-94 시즌 이후 마르세유가 리그 2로 강등당하면서 결국 이탈리아 세리에 A의 토리노 FC로 이적하여 1995-96 시즌까지 2시즌동안 공식전 61경기 8골을 기록했다.

### 인테르 밀란
1995-96 시즌을 마친 뒤 같은 이탈리아 세리에 A의 인테르 밀란에 입성한 이후 1996-97 시즌 공식전 46경기 3골을 기록하며 세리에 A 1996-97 3위, 코파 이탈리아 1996-97 4강, 1996-97년 UEFA 유로파리그 준우승 등에 기여했다.

### 발렌시아 CF
1997-98 시즌을 앞두고 1시즌만에 스페인 라리가의 발렌시아 CF로 트레이드되어 무려 5시즌동안 공식전 177경기 8골을 기록하며 라리가 1998-99 4위, 코파 델 레이 1998-99 우승, 1998년 UEFA 인터토토컵 우승, UEFA 챔피언스리그 2회 연속 준우승(1999-2000, 2000-01), 1999년 수페르코파 데 에스파냐 우승, 라리가 1999-2000 3위, 라리가 2001-02 우승 등에 공헌했으며 2001-02 시즌을 끝으로 프로 통산 551경기 43골을 기록한 뒤 17년간의 선수 생활을 마감했다.

## 국가대표팀 경력 (선수)

### 프랑스 U-21 대표팀
프랑스 U-21 대표팀 소속으로 1988년 UEFA 유러피언 U-21 챔피언십에 참가하여 팀의 우승을 맛보았다.

### 프랑스 대표팀
1990년 10월 13일 체코와의 UEFA 유로 1992 예선 1조 2차전에서 프랑스 A대표팀 소속으로 국제 A매치 데뷔전을 치렀고 이후 UEFA 유로 1992를 통해 생애 첫 메이저 대회 본선 무대를 경험했다.
그 후 UEFA 유로 1996 본선 개막 사흘 전인 1996년 6월 5일 아르메니아와의 평가전에서 A매치 데뷔골을 신고한 뒤 UEFA 유로 1996 본선에도 2경기 출전하여 팀이 우승을 차지했던 1984년 대회 이후 12년만의 유로 대회 4강 진출에 일조했으며 체코와의 4강전을 끝으로 프랑스 대표팀 유니폼을 반납했다.

### 과들루프 대표팀
프랑스 대표팀 은퇴 후 10년이 지난 2006년 무렵 자신의 고향인 과들루프 대표팀으로 복귀한 이후 첫 국제 대회이자 첫 국제 경기인 도미니카 공화국과의 2007년 카리브컵 예선 2라운드 2조 1차전에서 대표팀 복귀골을 신고했다.
그 후 이듬해 1월에 열린 2007년 카리브컵 본선 5경기에 모두 출전하며 과들루프의 카리브컵 4위 및 사상 첫 북중미 골드컵 본선 진출에 기여한 뒤 2007년 CONCACAF 골드컵 본선에서도 4경기 3골을 터뜨리는 맹활약으로 과들루프의 사상 첫 골드컵 4강 돌풍을 주도했으며 멕시코와의 4강전을 끝으로 14경기 4골의 기록을 남기고 과들루프 대표팀 은퇴를 공식 선언했다.

## 지도자 경력

### 초기 경력
선수 은퇴 후 과들루프 지역팀인 르루알 드 모르날레오의 감독으로 지도자 커리어를 시작한 뒤 6년간 팀을 맡아 2014 시즌 과들루프컵 준우승, 2015 시즌 과들루프컵 우승 등을 이끌었다. 

### 과들루프 대표팀
2017년 12월 무렵 과들루프 대표팀의 사령탑을 맡아 2022-23년 CONCACAF 네이션스리그 B 승격, 2024-25년 CONCACAF 네이션스리그 A 승격 등의 성과를 이끌었고 2번의 CONCACAF 골드컵 본선(2021, 2023)에도 참가하여 이 중 쿠바와의 2023년 대회 D조 2차전에서 4-1의 대승을 거두며 니카라과와의 2009년 대회 C조 2차전(2-0 승) 이후 14년만의 골드컵 본선 승리를 이끌었지만 과테말라와의 최종전에서 2-3으로 석패하며 14년만의 골드컵 8강 진출은 아쉽게 무산되었다.

## 대회 성적

### 클럽 (선수)
올랭피크 드 마르세유
- 리그 1 : 우승 (1991-92), 준우승 (1993-94)
- UEFA 챔피언스리그 : 우승 (1992-93)

 인테르 밀란
- 세리에 A : 3위 (1996-97)
- 코파 이탈리아 : 4강 (1996-97)
- UEFA 유로파리그 : 준우승 (1996-97)

 발렌시아 CF
- 라리가 : 우승 (2001-02), 3위 (1999-2000), 4위 (1998-99)
- 코파 델 레이 : 우승 (1998-99)
- UEFA 챔피언스리그 : 준우승 (1999-2000, 2000-01)
- UEFA 인터토토컵 : 우승 (1998)
- 수페르코파 데 에스파냐 : 우승 (1999)

### 국가대표팀 (선수)
프랑스 U-21
- UEFA 유러피언 U-21 챔피언십 : 우승 (1988)

 프랑스
- UEFA 유럽 축구 선수권 대회 : 4강 (1996)

 과들루프
- CONCACAF 골드컵 : 4강 (2007)
- 카리브컵 : 4위 (2007)

### 개인 수상
- UEFA 유럽 축구 선수권 대회 토너먼트 팀 : 1992
- 유러피언 스포츠 미디어 올해의 팀 : 1996-97, 1999-2000, 2000-01
- CONCACAF 골드컵 올 토너먼트 팀 : 2007